# Pierre Lassus (chirurgien)
Pour les articles homonymes, voir Pierre Lassus et Lassus.
Pierre Lassus (Paris, 11 avril 1741 - Paris, 16 mars 1807) est un chirurgien français.

## Biographie
Reçu maître en chirurgie en 1765, il sera démonstrateur avant d'être inspecteur du Collège de chirurgie.
Chirurgien des filles de Louis XV en 1770 de Victoire et Sophie. En 1779, il est lieutenant de M. le premier chirurgien du Roi, puis inspecteur des Écoles royales de chirurgie.
En février 1791, il suit les princesses Adélaïde et Victoire en Italie, et réussit à son retour en France à ne pas être inscrit sur la liste des émigrés.
Il est le premier professeur d'histoire de la médecine de la Faculté de médecine de Paris en 1794. 
Il est nommé au début de l'an III (1795) premier titulaire de la chaire de Médecine légale ouverte à l'École de médecine de Paris. 
Le 9 juin 1795, il participe avec Philippe-Jean Pelletan, Nicolas Dieudonné Jeanroy et Jean-Baptiste Dumangin à l’autopsie de l’enfant royal, Louis XVII, mort à la prison du Temple. À la mort de François Chopart (9 juin 1795), Lassus prend la chaire de professeur de pathologie externe.
Le 13 décembre 1795, (22 frimaire an IV), il est élu membre résident de la section de médecine et de chirurgie de la  1re classe de l'« Institut » (nom donné à l'académie des sciences pendant quelques années suivant la Révolution,).
Membre de l'« Institut » en 1797, il devint chirurgien consultant de Napoléon Ier. Il est nommé secrétaire de la 1re Classe de l'« Institut » pour les sciences physiques, de la première semaine de l'an VI (1797-1798) à la première semaine de l'an VIII (1799-1800) ; dans cette fonction, il succède à Lacepède et précède Cuvier.

## Ouvrages
- Éphémérides pour servir à l'histoire de toutes les parties de l'art de guérir, avec Philippe-Jean Pelletan, 1790
- Traité élémentaire de médecine opératoire, 1795